# Rvanje
Rvanje o Narodno Rvanje es el estilo de lucha tradicional serbio, y era practicado en Serbia, Montenegro, Bosnia y la Kraina serbia. Está hoy casi extinto y solamente se puede encontrar en áreas rurales. 

## Tradición
Durante días de fiesta religiosa se organizan torneos de lucha. La competición puede ser sólo de lucha o también la lucha es parte de una competición mayor incluyendo: Tiro con arco, subir al árbol, lanzamiento de cuchillos, correr por el bosque, pulsos de brazos, etc. 

## Reglas
El objetivo es lanzar y planchar al contrario en el suelo. Todos los tipos de proyecciones y derribos son legales.
En Narodno Rvanje hay tres disciplinas, dependiendo del agarre:
1. Agarre de pecho - los luchadores comienzan poniendo su brazo derecho por el costado del pecho de su oponente y sujetan el codo derecho del oponente con su brazo o mano izquierda. Es el agarre típico de la lucha clásica.
2. Agarre de espalda - los luchadores se traban los brazos por detrás de la espalda del oponente con un agarre de dedos completo. También es conocido por Back Hold.
3. Agarre de cinturón - los luchadores agarran el cinturón o pantalones del otro.

## Vestimenta
Los luchadores llevan las ropas típicas del país con el color distintivo de su área.
- Datos: Q6114586